# Bendery
Bendery (rum. Bender, dawniej Tighina (do 1538 i 1918–40); ros. Бендеры, Biendiery; ukr. Бендери, Bendery, dawniej pol. Tiahiń albo Tehinia – miasto we wschodniej Mołdawii, pozostające pod kontrolą separatystycznej Naddniestrzańskiej Republiki Mołdawskiej, siedziba administracyjna rejonu miejskiego, port nad Dniestrem. Istnieje w nim przemysł głównie obuwniczy, włókienniczy, odzieżowy, a ponadto stocznia i węzeł kolejowy. W 2017 roku jako drugie pod względem liczby ludności miasto w Naddniestrzu liczyło 83,8 tysiąca mieszkańców, z czego 1/4 stanowiła ludność rumuńskojęzyczna. 

## Historia

### Początki miasta
Miejscowość po raz pierwszy została wymieniona w gramocie hospodara mołdawskiego Aleksandra Dobrego wydanej lwowskim kupcom w 1408 roku jako Tiagianiakiacza (nazwa pochodzenia kumańskiego). Była wówczas ośrodkiem na szlaku handlowym ze Lwowa do Białogrodu nad Dniestrem. W XV wieku pojawia się również jej rumuńska nazwa Tighina, skąd się wzięło dawniej używane polskie określenie grodu jako Tehinia. Istnieje przypuszczenie, że w okolicy dzisiejszego miasta istniała niewielka forteca już w IX stuleciu. 
Prawdopodobne pod koniec XV wieku w granicach obecnego miasta wzniesione zostały niewielkie umocnienia, które miały chronić ziemie mołdawskie przed najazdami Tatarów.

### W Turcji
W 1538 roku Turcja wydzieliła z Mołdawii jej południową część (Budziak) i przyłączyła do ejaletu Silistry. W mieście, któremu Osmanowie nadali nazwę Bendery (z perskiego – przystań, miasto portowe), postanowiono wznieść nową, murowaną fortecę, z uwagi na strategiczne położenie ośrodka na wysokim brzegu Dniestru. Zaprojektowany przez Sinana i zbudowany według wzorców zachodnich zamek powstał w trzy lata, do 1541 roku.

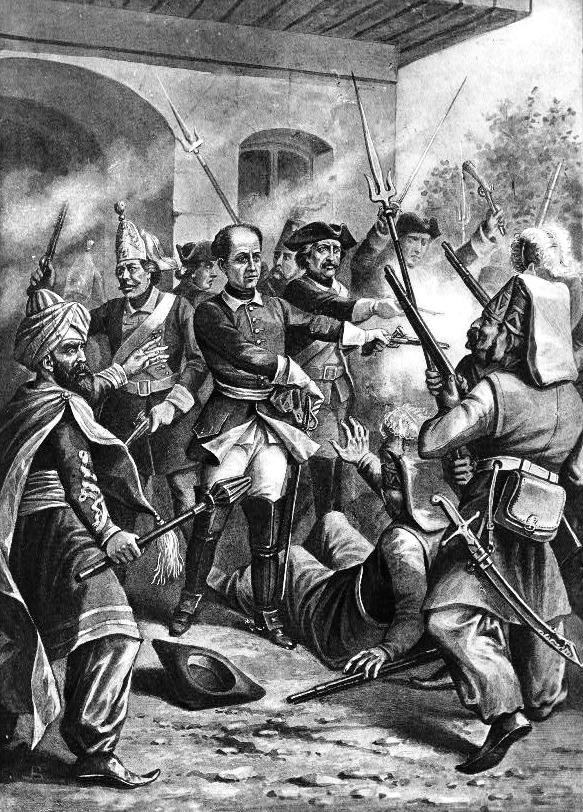
Karol XII w Benderach

W końcu XVI wieku twierdza była kilkakrotnie oblegana przez oddziały mołdawskie, m.in. w 1574 roku przez armię Jana Srogiego, za każdym razem bez powodzenia. Następnie fortecę atakowali również Kozacy zaporoscy. Przy atakach na fortecę niszczona była, przy ataku Kozaków doszczętnie, funkcjonująca przy niej osada. W związku z powtarzającymi się atakami na twierdzę w 1619 r. Turcy dokonali jej całkowitej przebudowy. Kamienne baszty i mury, niezdolne już do stawienia oporu nowoczesnej artylerii, zastąpiono umocnieniami typu bastionowego. Ponowną modernizację twierdzy Turcy przeprowadzili w latach 1705–1707. W 1709 roku pod murami twierdzy przebywali pokonani pod Połtawą Karol XII i Iwan Mazepa, następnie obaj przenieśli się do pobliskiej Varnițy. 

#### Okres wojen rosyjsko-tureckich
W 1738 roku, podczas wojny rosyjsko-austriacko-tureckiej, pod mury fortecy w Benderach podeszły wojska rosyjskie pod dowództwem Burkharda Christopha Münnicha, jednak nie zdołały jej zdobyć. Twierdza była przedmiotem krwawych walk w 1770 roku, podczas wojny rosyjsko-tureckiej w latach 1768–1774, jednak kończący konflikt traktat w Küczük Kajnardży pozostawił Bendery z całym regionem w rękach Turcji. W 1789 roku twierdzę w Benderach zajął Grigorij Potiomkin, natomiast Michaił Kutuzow stoczył w okolicach miasta zwycięską bitwę z konnicą tatarską. Na mocy traktatu w Jassach w 1791 roku ponownie jednak Bendery pozostały w rękach tureckich (do Rosji przyłączono jedynie ziemie na lewym brzegu Dniestru). Twierdza i miasto razem z całą Besarabią zostały włączone do Imperium Rosyjskiego na mocy traktatu bukareszteńskiego.  

### W Imperium Rosyjskim

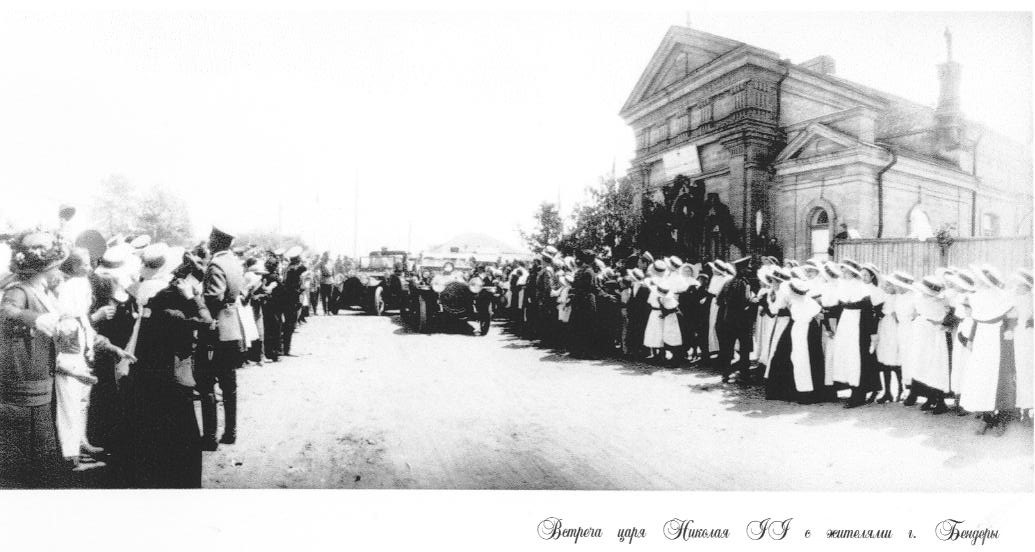
Wizyta cara Mikołaja II w Benderach, 1916 roku

W Rosji Bendery były miastem powiatowym (ujezdnym). Została przeprowadzona jego generalna przebudowa, wytyczono regularną siatkę ulic opartą na siedmiu ulicach skierowanych ku rzece. Oprócz żołnierzy miejscowego garnizonu w mieście mieszkali ludzie pracujący na jego potrzeby, następnie osiedlano w nim także staroobrzędowców i zbiegłych chłopów. W 1818 r. Bendery liczyły 5,1 tysiąca mieszkańców. Trzy lata wcześniej w mieście rozpoczęto budowę soboru Przemienienia Pańskiego, który miał być cerkwią-pomnikiem zwycięstwa nad Turkami.
W 1871 roku przez miasto poprowadzona została linia kolejowa z Tyraspola do Kiszyniowa, biegnąca przez most na Dniestrze. Warunki pracy przy budowie benderskiego odcinka linii były skrajnie trudne, toteż 400 robotników zatrudnionych w tym miejscu wszczęło strajk, co miejscowy generał-gubernator opisywał jako „niespotykane zjawisko”. Powstanie linii kolejowej pozwoliło na szybki rozwój miasta, które stało się jednym z głównych ośrodków przemysłowych i kulturalnych Besarabii. W 1874 roku zakończono również budowę linii z Bender do Gałaczu. Wzniesiono stację, zajezdnię i zakłady kolejowe.
W 1902 roku w Benderach żyło 35 400 mieszkańców. Na początku XX wieku w mieście działała fabryka kaszy, dwie fabryki drewna, browar, szwalnie, młyny parowe i wodne.   

### Rewolucja rosyjska, Mołdawska Republika Demokratyczna i interwencja rumuńska

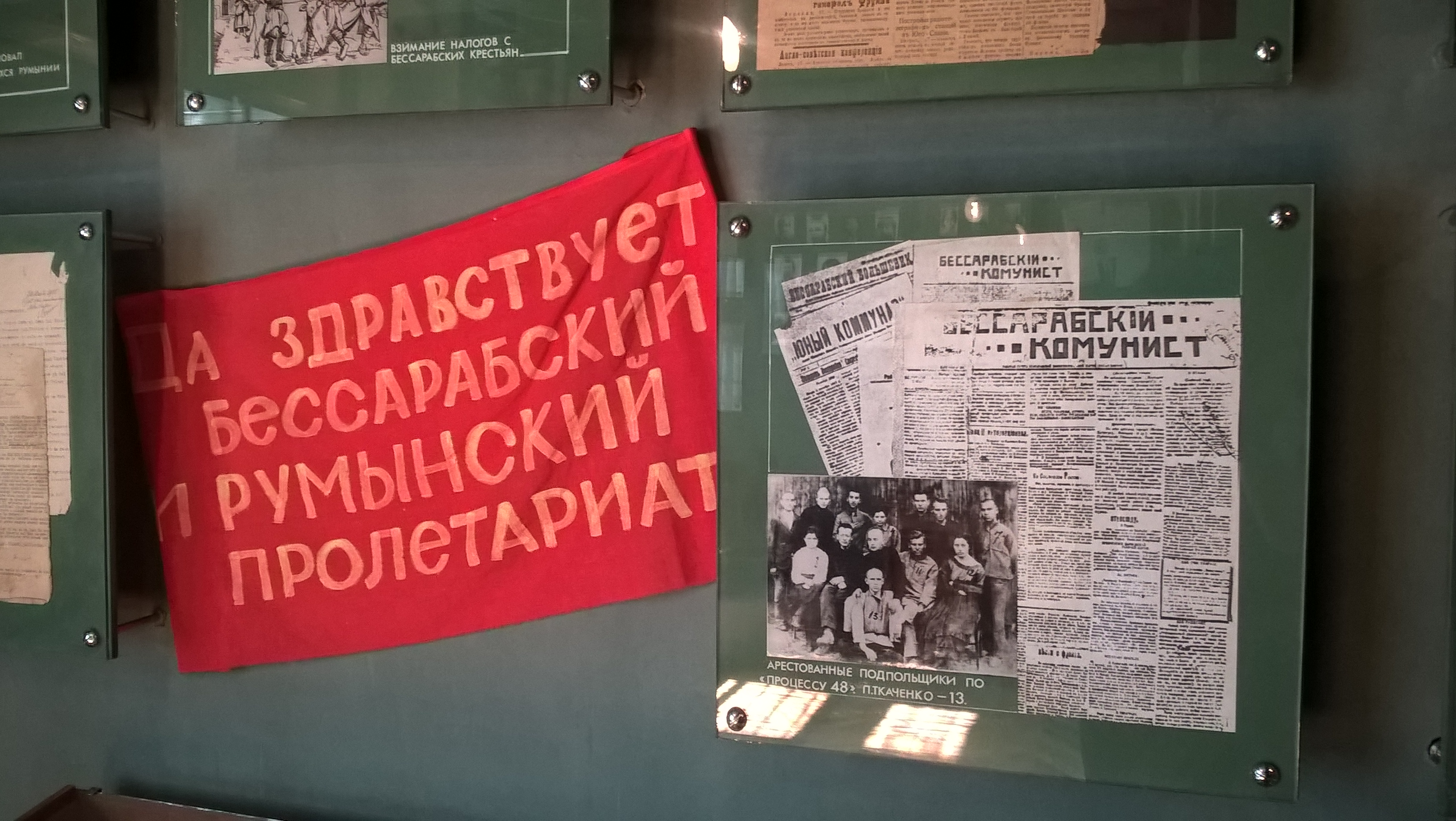
Besarabscy działacze bolszewiccy i czerwony sztandar z napisem „Niech żyje proletariat besarabski i rumuński” – muzeum krajoznawczo-historyczne w Benderach

8 marca 1917 roku w Benderach powstała pierwsza w Besarabii rada delegatów robotniczych i żołnierskich. Miasto w kolejnych miesiącach znalazło się pod faktyczną kontrolą bolszewików, którzy z powodzeniem prowadzili agitację wśród przebywających w nim rosyjskich żołnierzy.
W dniach 20–25 stycznia 1918 roku bitwę o miasto stoczyły oddziały bolszewików i wojska rumuńskie, one też odniosły zwycięstwo i zajęły miasto, wypierając zwolenników rewolucji październikowej za Dniestr. W rezultacie rumuńskiej interwencji Mołdawska Republika Demokratyczna utrzymała niezależność od Rosji Radzieckiej i ostatecznie 27 czerwca 1918 roku zjednoczyła się z Królestwem Rumunii. Jako że Rosja Radziecka nie pogodziła się z takim przebiegiem wydarzeń, do Bender przez Dniestr docierali agitatorzy bolszewiccy, zachęcając do zbrojnego wystąpienia przeciwko władzy rumuńskiej. 27 maja 1919 roku w mieście doszło do powstania Czerwonej Gwardii, złożonej głównie z miejscowych robotników kolejowych, wzywającego do ustanowienia władzy radzieckiej. Zostało ono szybko i krwawo stłumione przez wojsko rumuńskie.

### W Królestwie Rumunii

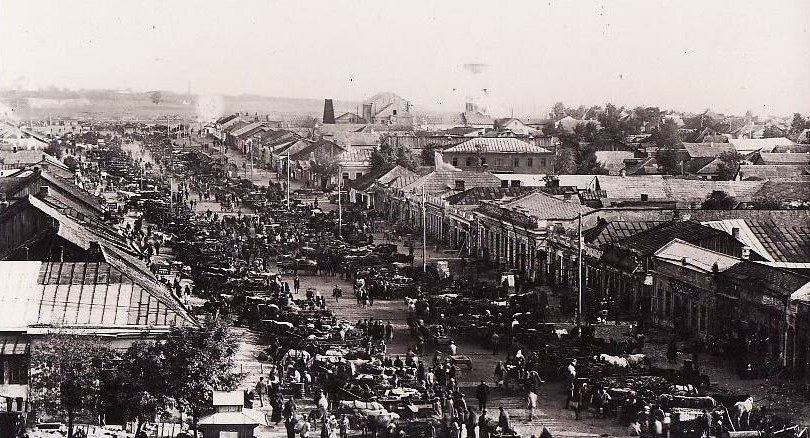
Targ w Benderach w 1938 roku

W tym okresie połowa ludności była rosyjskojęzyczna, a miasto zamieszkiwała liczna społeczność żydowska, która znacznie ucierpiała w czasie II wojny światowej. 
28 czerwca 1940 roku Związek Radziecki wymusił na Rumunii zrzeczenie się Besarabii. Armia Czerwona weszła do Bender tego samego dnia. Po ataku Niemiec na ZSRR Rumunia ponownie zajęła region w toku operacji München. 22 czerwca 1941 roku zbombardowany został most na Dniestrze w Benderach. W mieście działał radziecki ruch oporu. W 1944 roku region został ponownie zajęty przez ZSRR i po wojnie wszedł w jego skład jako część Mołdawskiej Socjalistycznej Republiki Radzieckiej. Wojsko radzieckie weszło do Bender 23 sierpnia 1944 roku, a w walkach o miasto zginęło trzy tysiące żołnierzy.

### W ZSRR
W ZSRR w Benderach otwarto kolejne zakłady przemysłowe. Miasto w okresie radzieckim zamieszkiwane było głównie przez ludność rosyjskojęzyczną.

### Wojna o Naddniestrze

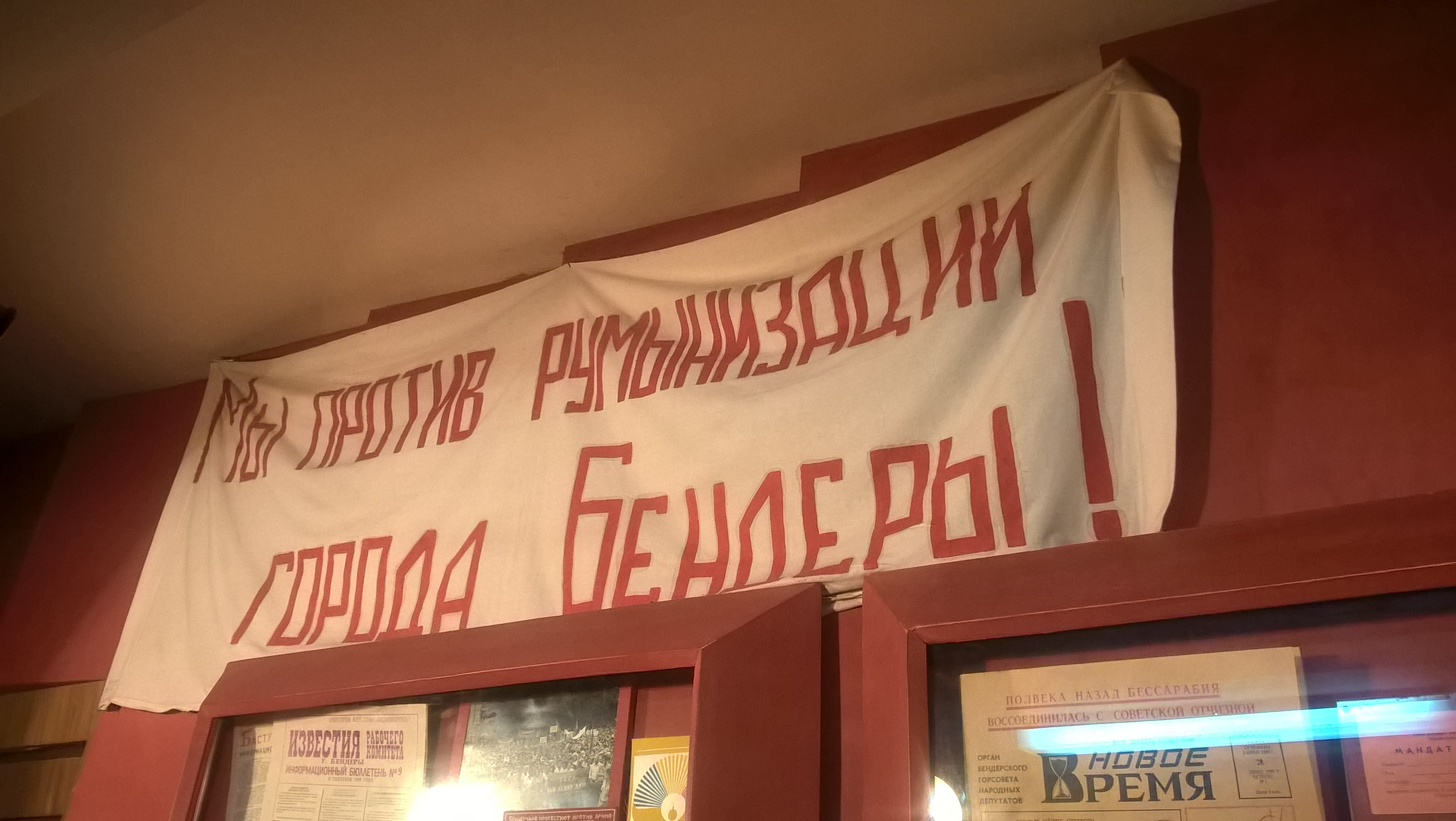
„Jesteśmy przeciwni rumunizacji Bender” – plakat z okresu konfliktu naddniestrzańskiego

W schyłkowym okresie istnienia ZSRR mieszkańcy Bender poparli najpierw ruch na rzecz pozostania w Związku Radzieckim i przeciwko niepodległości Mołdawii, a następnie na rzecz utworzenia niepodległej republiki Naddniestrza. W sierpniu 1989 roku robotnicy z zakładów przemysłowych w Benderach przystąpili do strajku na wezwanie Zjednoczonej Rady Kolektywów Robotniczych, protestując przeciwko uznaniu języka mołdawskiego (rumuńskiego) za jedyny język urzędowy w Mołdawii. W 1990 r. większość mieszkańców Bender poparła ideę proklamowania Naddniestrzańskiej Republiki Radzieckiej.
W dniach 19–22 czerwca 1992 roku, w Benderach rozegrała się największa i najkrwawsza bitwa w mołdawskiej wojnie domowej (wojnie o Naddniestrze). 19 czerwca władze Mołdawii podjęły próbę zajęcia miasta poprzez skoordynowane działania dywersantów i wojska. Na ulicach miasta stoczono kilkanaście zażartych starć o różne obiekty, 20 czerwca 1992 roku nad ranem siły mołdawskie panowały nad miastem niemal w całości, jednak w nocy z 20 na 21 czerwca bezpośrednie natarcie na nie przypuściła rosyjska 14 Armia pod rozkazami generała Aleksandra Lebiedia. Pozwoliło ono formacjom naddniestrzańskim odzyskać kontrolę nad miastem. 
Od zakończenia wojny z 1992 roku Bendery, razem z kilkoma pobliskimi wsiami, stanowią jedyną część nieuznawanego państwa leżącą na prawym brzegu Dniestru.

## Demografia

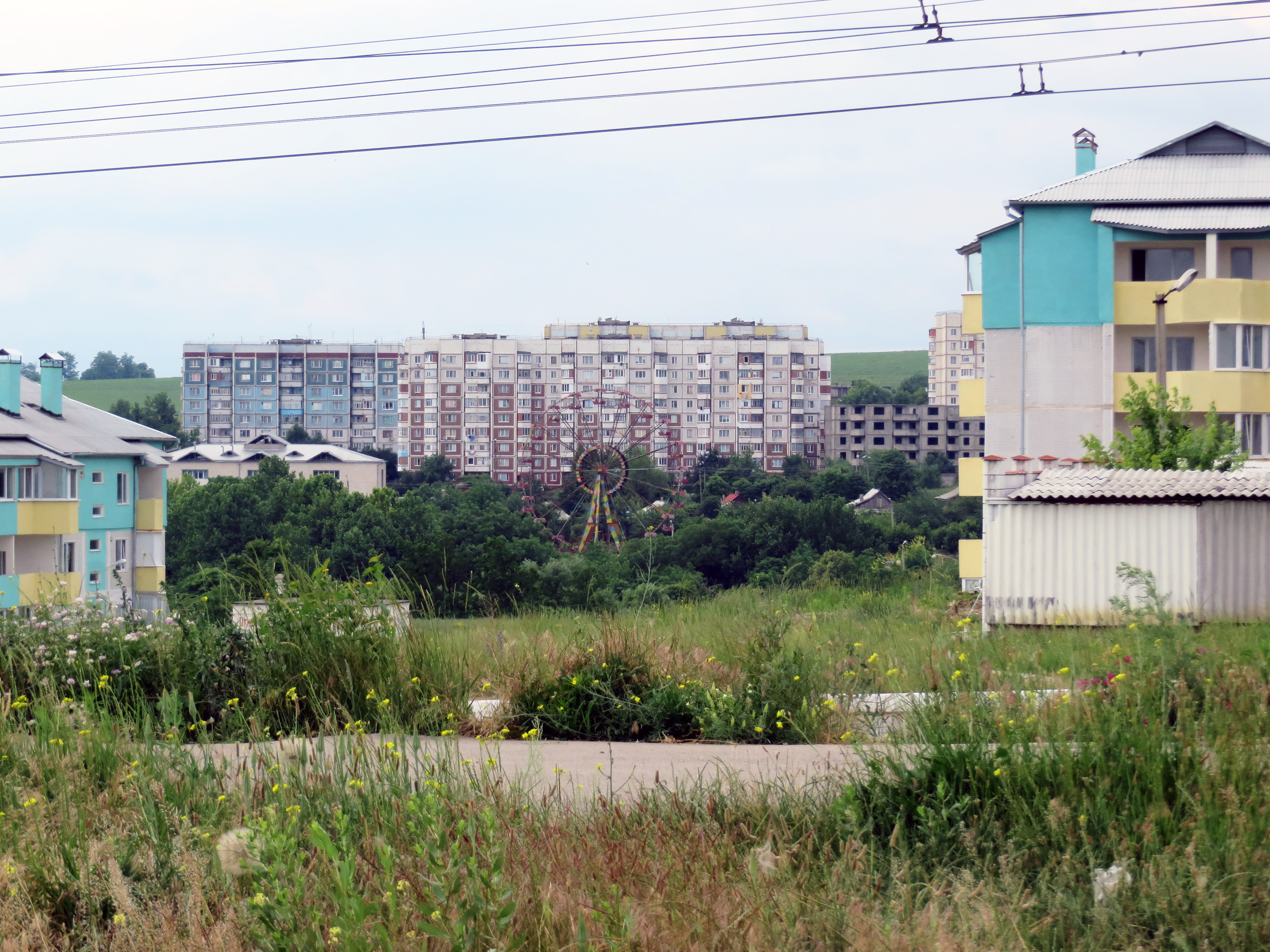
Rejon Sołniecznyj – radziecka architektura mieszkalna z okresu największego rozwoju ludnościowego Bender

### Liczba mieszkańców Bender na przestrzeni lat[22][23]
- 1939 – 30 700 osób
- 1959 – 43 109
- 1970 – 72 321
- 1989 – 129 969
- 1991 – 133 000
- 2004 – 97 027
- 2009 – 94 404
- 2010 – 94 056
- 2011 – 93 751
- 2012 – 93 327
- 2013 – 92 290
- 2014 – 91 882
- 2015 – 91 044
- 2017 – 89 869
- 2018 – 89 282
- 2019 – 89 386
- 2020 – 89 248

### Płeć mieszkańców
| Płeć                            | Liczba | %     |
| ------------------------------- | ------ | ----- |
| Mężczyźni                       | 38 884 | 43,6% |
| Kobiety                         | 50 415 | 56,4% |
| Razem                           | 89 248 | 100%  |
| Źródło: mer.gospmr.org, 2020 r. |        |       |

### Skład etniczny
Według spisu powszechnego z 2004 r. 43% stanowili Rosjanie, a 25% Mołdawianie (Rumuni). Większość pozostałych mniejszości (Ukraińcy, Bułgarzy, Gagauzi, Żydzi i in.) używa na co dzień języka rosyjskiego.
| Narodowość                      | Liczba | %     |
| ------------------------------- | ------ | ----- |
| Rosjanie                        | 42 393 | 47,5% |
| Ukraińcy                        | 15 351 | 17,2% |
| Mołdawianie                     | 24 454 | 27,4% |
| Białorusini                     | 625    | 0,7%  |
| Gagauzi                         | 1606   | 1,8%  |
| Bułgarzy                        | 3213   | 3,6%  |
| Niemcy                          | 178    | 0,2%  |
| Polacy                          | 178    | 0,2%  |
| inni                            | 1250   | 1,4%  |
| Razem                           | 89 248 | 100%  |
| Źródło: mer.gospmr.org, 2020 r. |        |       |

## Transport

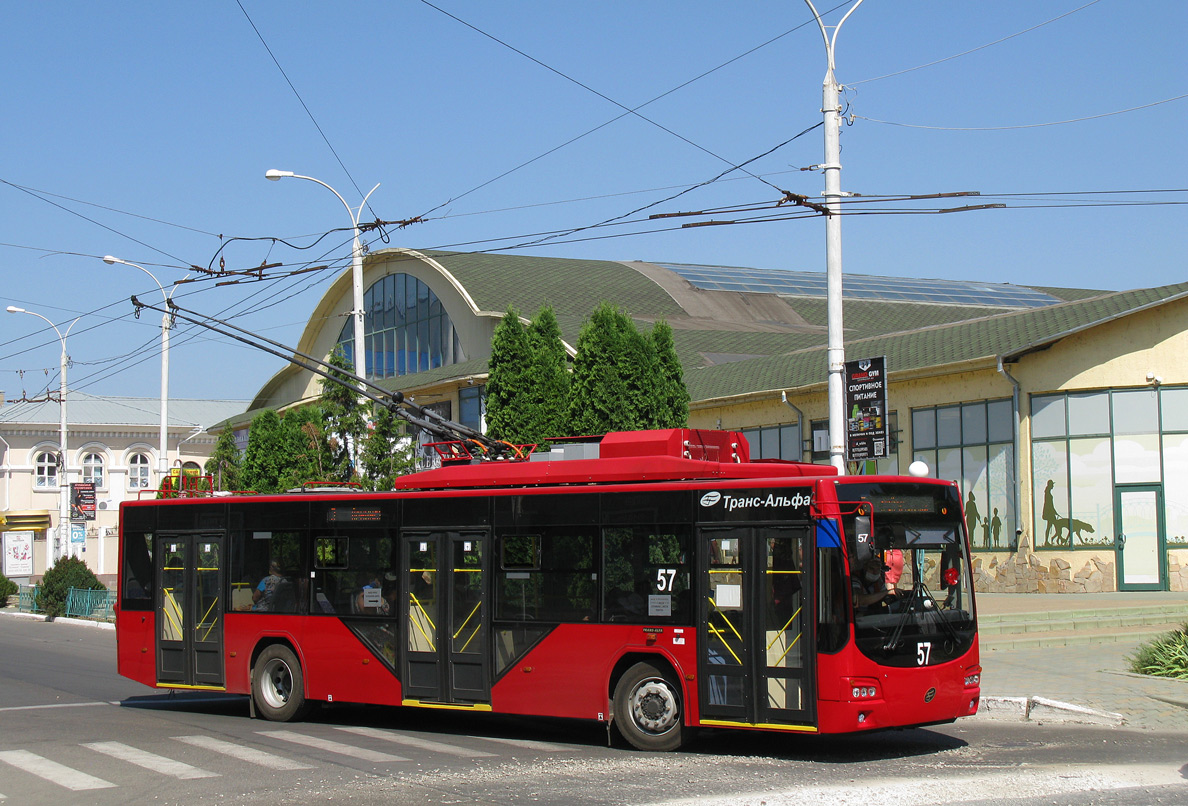
Miejski trolejbus w Benderach

Bendery są ważnym węzłem kolejowym i drogowym Mołdawii. W mieście działają trzy linie autobusowe, pięć trolejbusowych i 25 linii marszrutkowych. Linia trolejbusowa nr 19 jest międzymiastowa i dojeżdża do Tyraspola przez Parkany.

## Kultura

### Instytucje kulturalne, muzea
- Muzeum historyczno-krajoznawcze z fillialnym muzeum benderskiej tragedii (bitwy o Bendery w 1992 roku)
- Muzeum chwały rewolucyjnej i wojennej oraz pracy kolejarzy
- Plenerowa ekspozycja dot. historii miasta
- Muzeum chwały wojennej[27]
- Wystawa na terenie twierdzy w Benderach[28]
- Galeria sztuki[29]

### Pomniki[30]
- Pomnik Aleksandra Puszkina (1980)
- Pomnik Włodzimierza Lenina (1951)

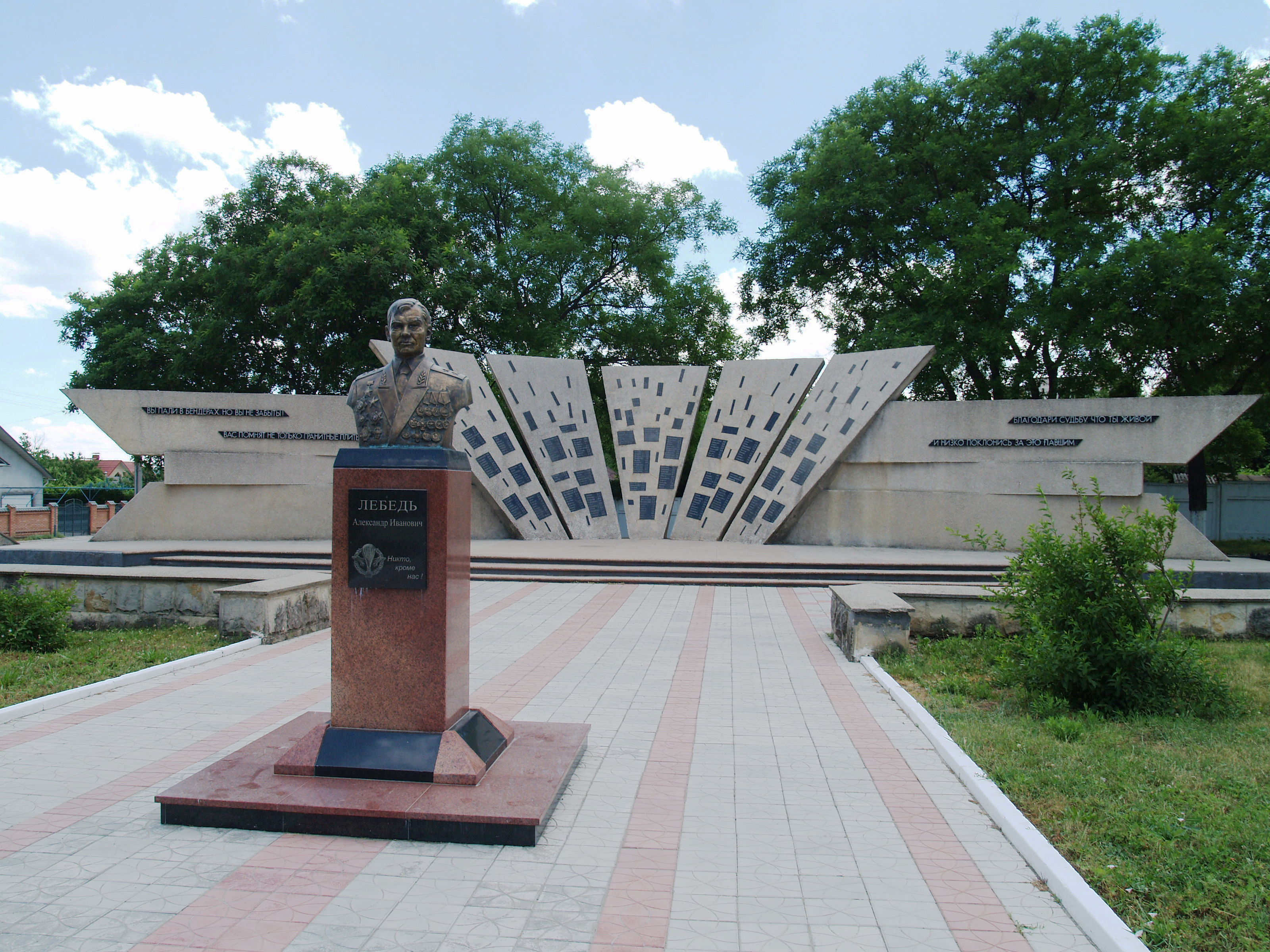
Pomnik poległych w wojnie o Naddniestrze

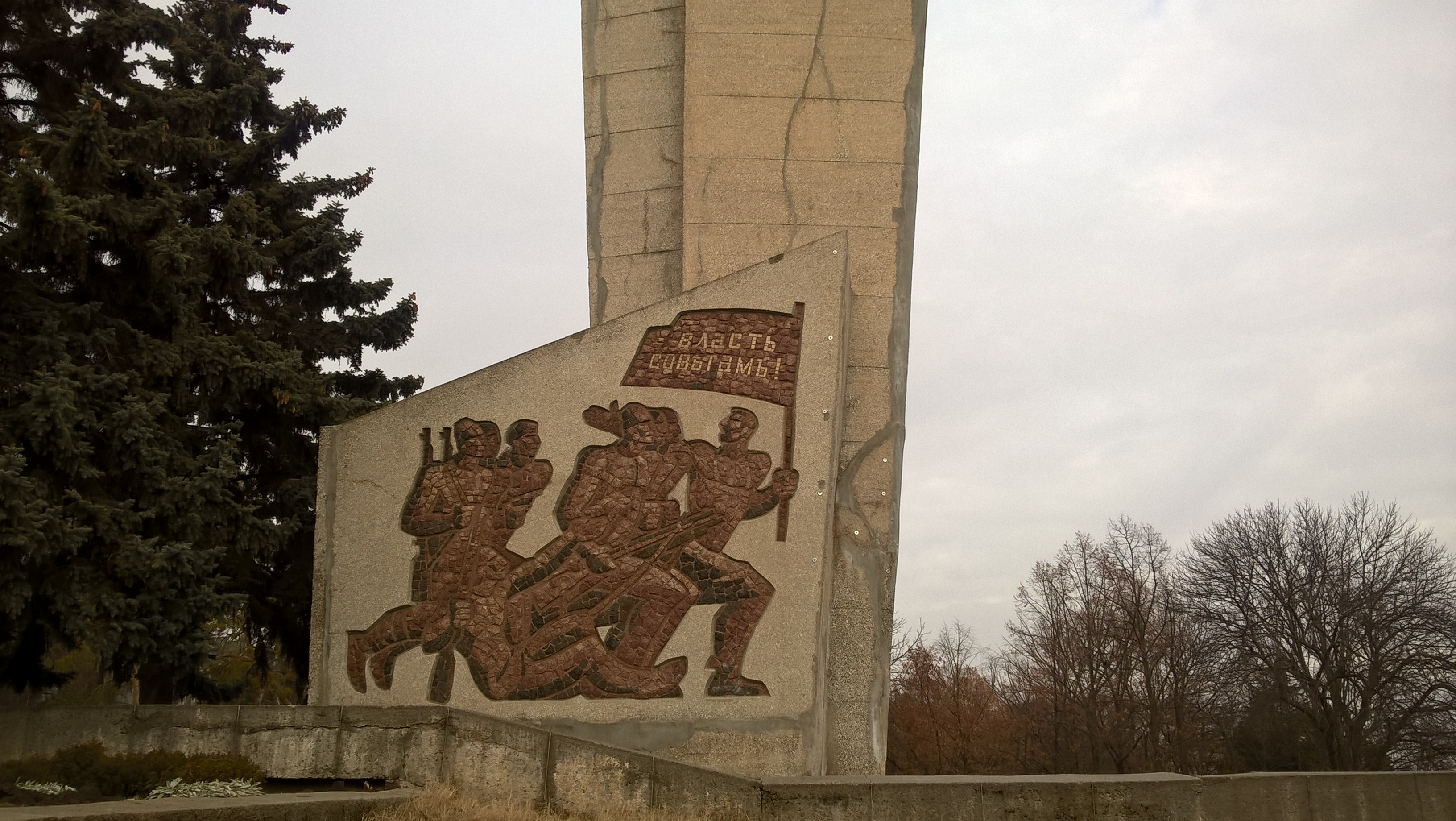
Pomnik bojowników o władzę radziecką (uczestników powstania benderskiego)

- Pomnik 55 Podolskiego pułku piechoty (1912, przeniesiony w 1967)
- Pomnik Pawła Tkaczenki (1961, przeniesiony w 1972)
- Pomnik bojowników o władzę radziecką (1969)
- Kompleks pomnikowy kolejarzy (1969)
- Pomnik Chwały Wojennej (1964)
- Znak pamiątkowy na cześć rozkazu wyrażającego wdzięczność żołnierzom zdobywającym Bendery w 1944 r. (1967, odnowiony w 2004)
- Pomnik „Chwała Bohaterom-Wyzwolicielom” (1984)
- Pomnik ofiar Holokaustu
- Pomnik Czarny Tulipan
- Pomnik ku czci poległych w wojnie o Naddniestrze (1993, rozbudowywany w 1995 i 1996)
- Pomnik poległych pracowników milicji
- Pomnik Tamary Kruczok[31]
- Pomniki na terenie twierdzy benderskiej: konstytucji Filipa Orlika, barona Munchausena, Iwana Mazepy, rosyjskich dowódców walczących w bitwach o twierdzę[32]

## Religia

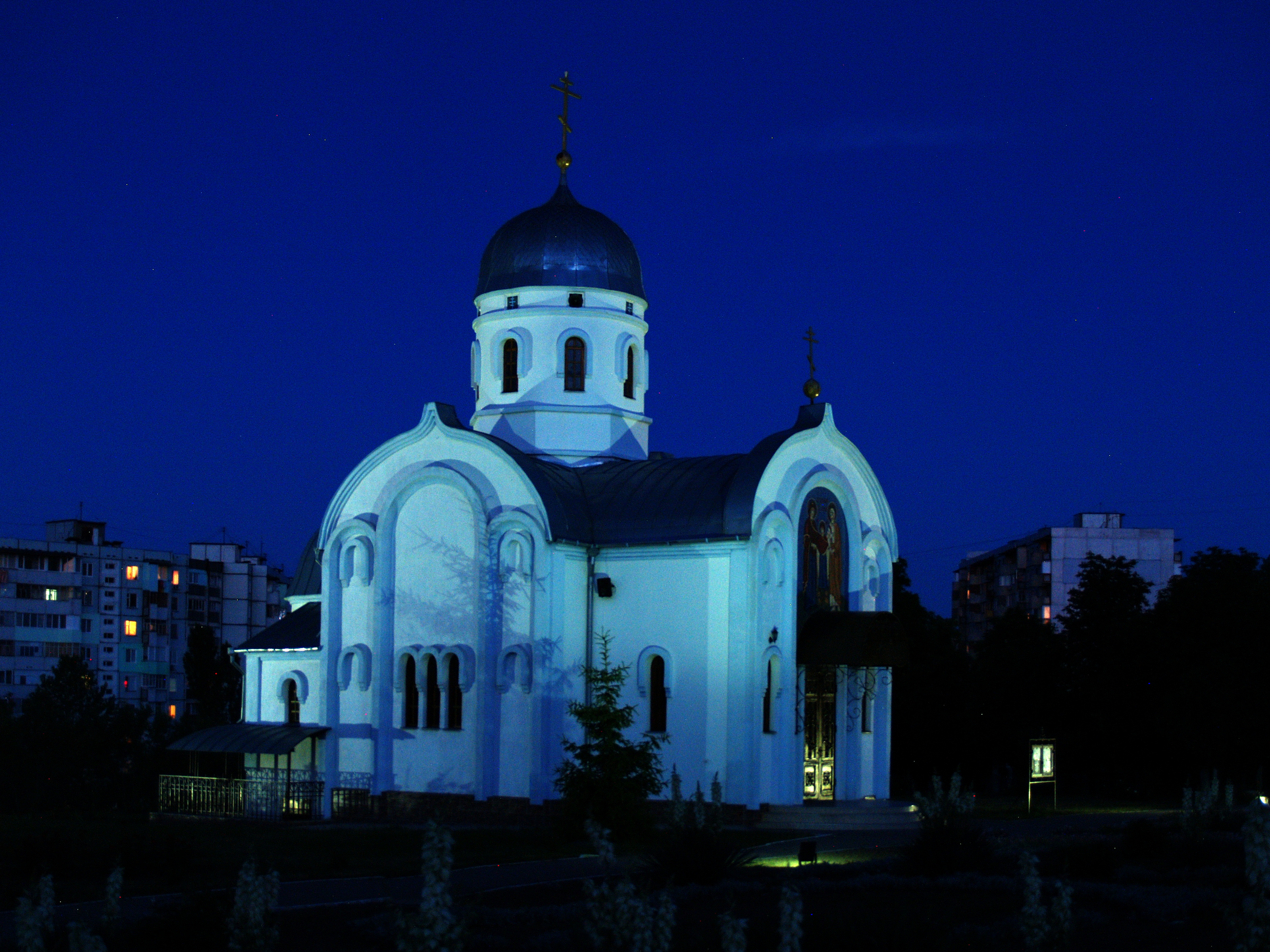
Cerkiew Świętych Joachima i Anny

Bendery są siedzibą dekanatu prawosławnej eparchii tyraspolskiej i dubosarskiej Mołdawskiego Kościoła Prawosławnego. W mieście czynne są następujące cerkwie: sobór Przemienienia Pańskiego, cerkiew Ikony Matki Bożej „Znak”, cerkiew Świętych Joachima i Anny, cerkiew św. Aleksandra Newskiego, cerkiew św. Sergiusza z Radoneża, ponadto zarejestrowana jest parafia św. Jerzego bez własnej świątyni, a kaplica Obrazu Zbawiciela Nie Ludzką Ręką Uczynionego znajduje się w obrębie cmentarza wojennego. W mieście działa także monaster Świętych Piotra i Pawła.

## Znane osoby pochodzące z miasta
- Emil Constantinescu – rumuński polityk konserwatywny, naukowiec (profesor geologii), były prezydent Rumunii,
- Jerzy Spława-Neyman – polski matematyk i statystyk, profesor
- Wincenty (Brylejew) – rosyjski biskup prawosławny

## Współpraca
- Beira, Mozambik
- Cavriago, Włochy
- Dubosary, Mołdawia
- Montesilvano, Włochy
- Oczamczyra, Abchazja

## Galeria

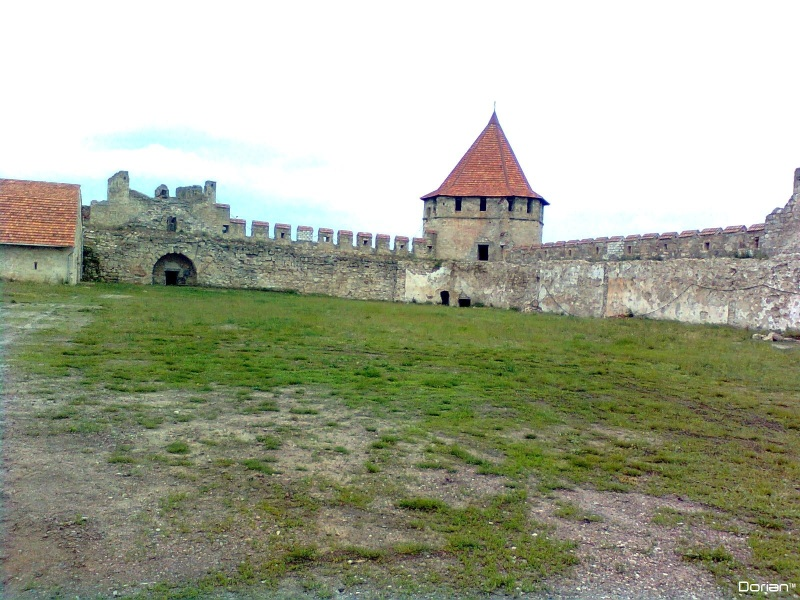
Twierdza w Benderach
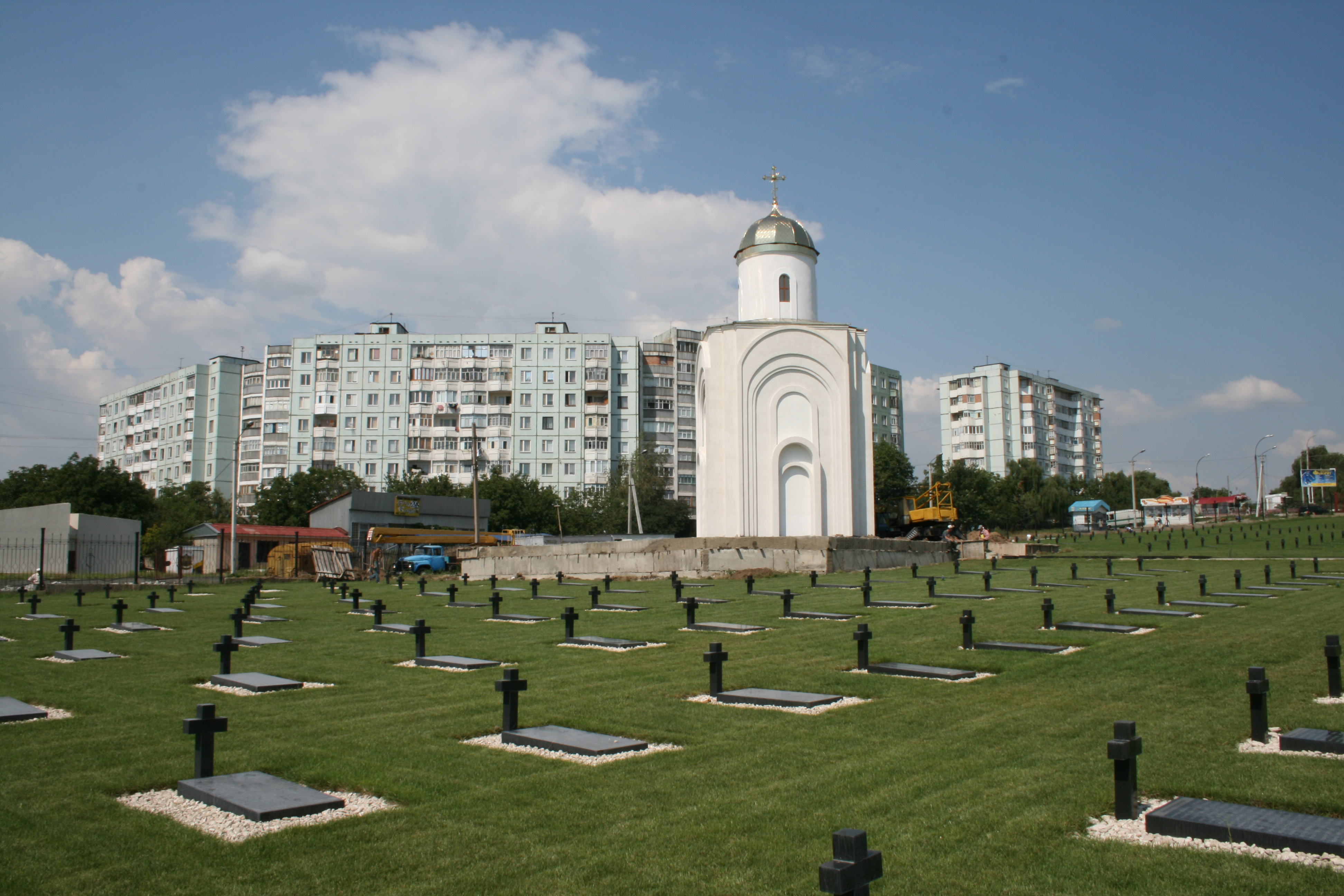
Cmentarz wojenny
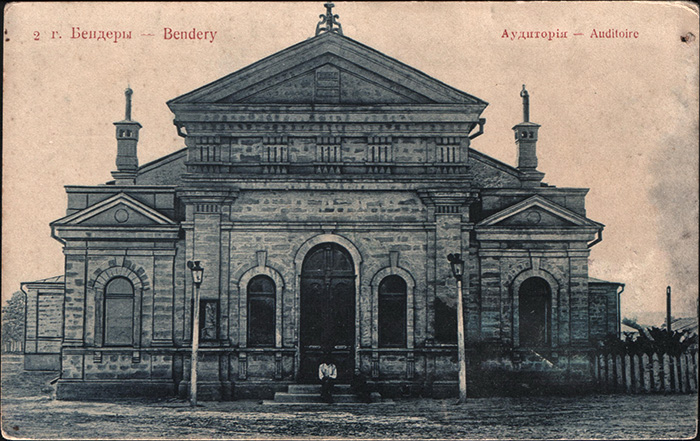
Budynek tzw. audytorium
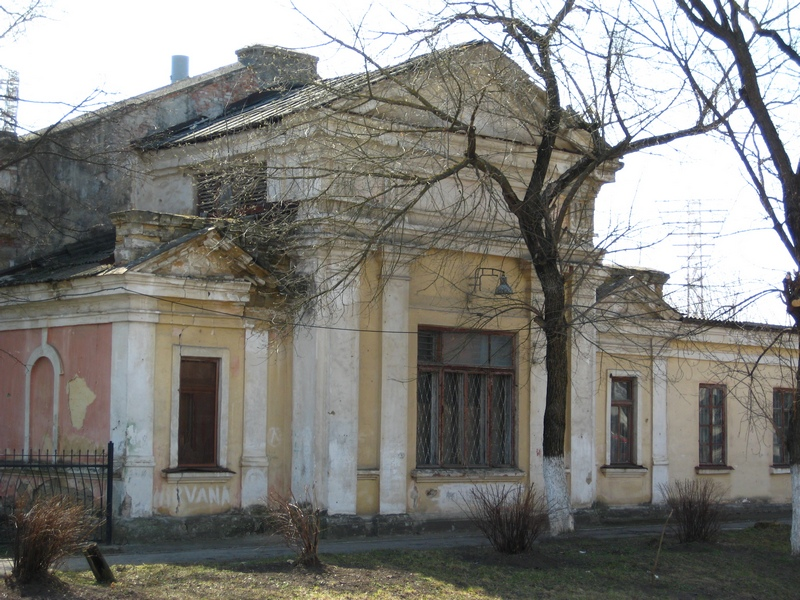
Audytorium (dzisiaj)
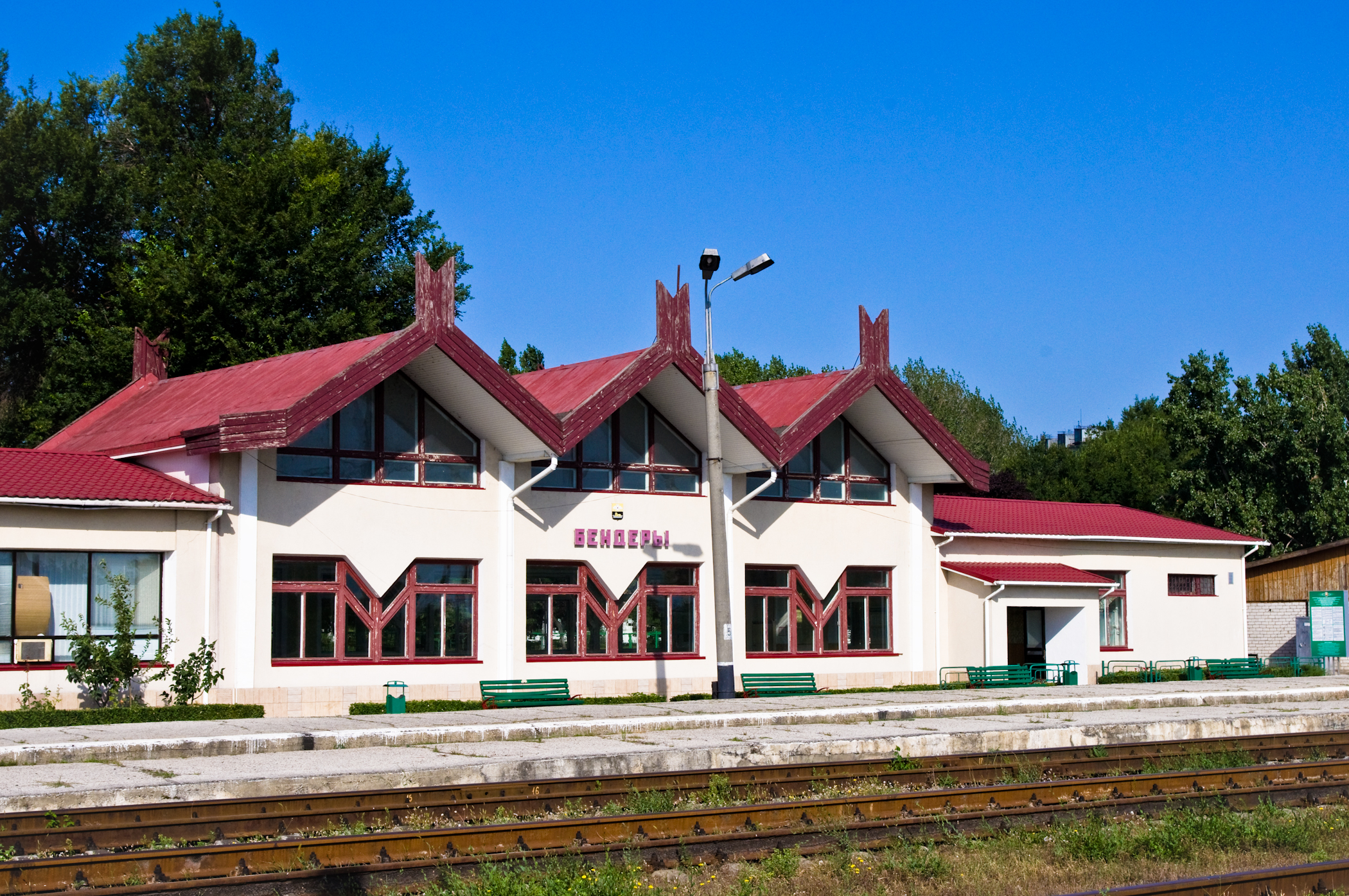
Dworzec kolejowy
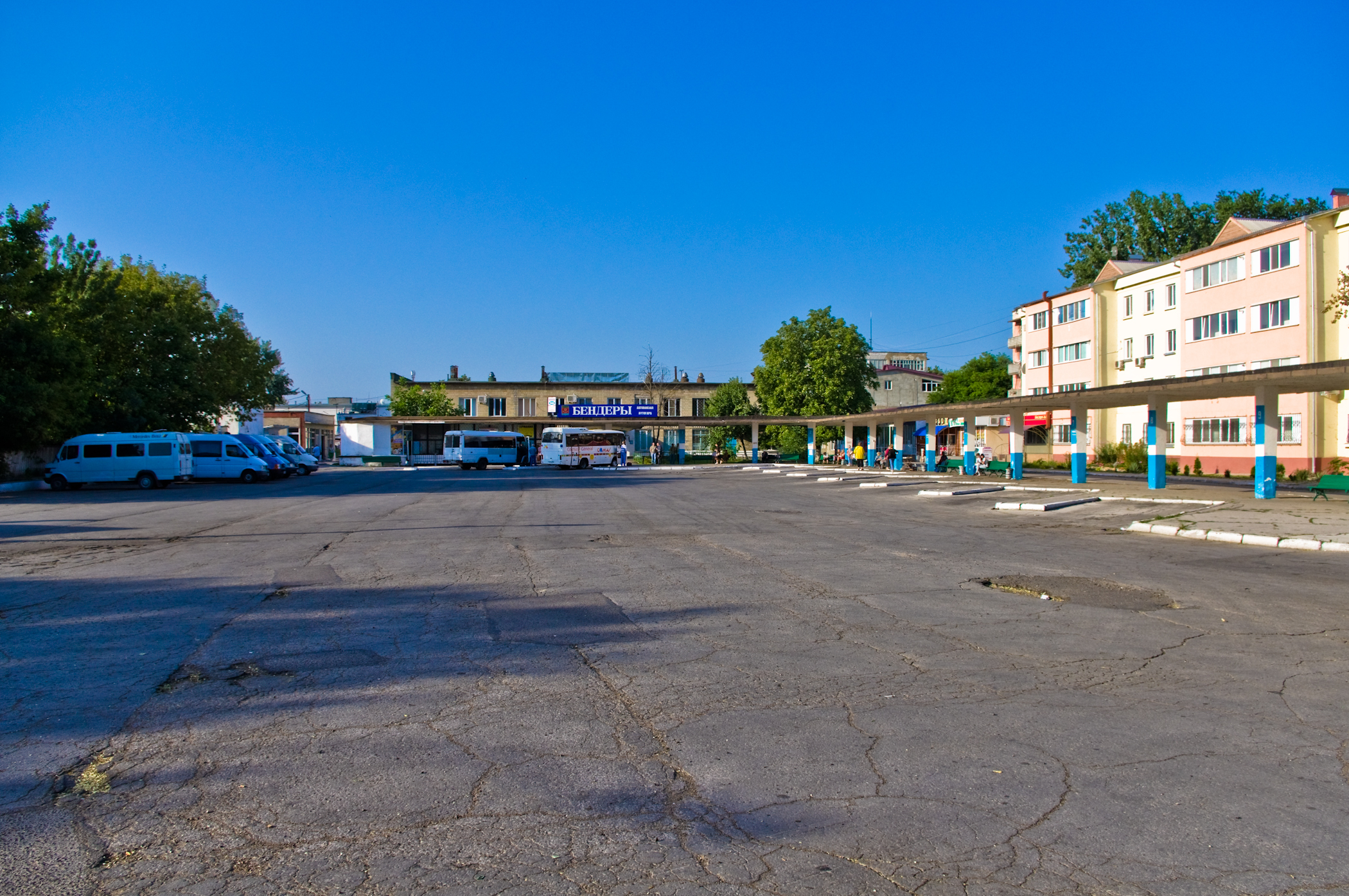
Dworzec autobusowy